# Unai Elgezabal Udondo
Unai Elgezabal Udondo (nascut el 25 d'abril de 1993) és un futbolista basc que juga al Llevant UE. Principalment defensa central, també pot jugar com a migcampista defensiu.

## Carrera de club
Nascut a Urduliz, Biscaia, País Basc, Elgezabal es va graduar a l'equip juvenil de Danok Bat CF. El 2012 es va incorporar a l'Athletic Club i va debutar amb l'equip de formació a Tercera Divisió, però va ser alliberat el 2014.
El juliol de 2014, Elgezabal es va incorporar a l'SCD Durango també a la quarta categoria. Després de ser titular indiscutible, va passar al Barakaldo CF de Segona Divisió B l'1 de juliol de 2015.
En el mercat de fitxatges d'hivern del 2016, Elgezabal va rebutjar una oferta del RCD Mallorca i es va mantenir al Fabriles fins al final de la campanya. El 20 de juny de 2016, va fitxar pel conjunt de la Lliga SD Eibar, cedit per l'AD Alcorcón a Segona Divisió el 18 d'agost.
Elgezabal va fer el seu debut com a professional el 4 de setembre de 2016, començant en un empat a 1 a 1 contra el CD Numància. Després de contribuir amb 21 aparicions en una temporada en què el seu equip va evitar el descens, es va traslladar a aquest darrer club el 16 d'agost de 2017, amb un contracte de cessió d'un any.
El 15 d'agost de 2018, Elgezabal va renovar el seu contracte fins al 2020 i va tornar a l'Alkor també amb un contracte de cessió d'un any. El 6 de juliol següent, després de tornar del préstec, va rescindir el seu contracte amb els Armeros i va signar un contracte permanent de dos anys amb l'Alcorcón cinc dies després.
El 10 de setembre de 2020, Elgezabal va rescindir el seu contracte amb l'Alcorcón, i va fitxar pel Burgos CF de tercera divisió catorze dies després. El 18 de juny de 2024, després de quatre temporades com a titular d'aquest últim que incloïa l'ascens a segona divisió en el seu primer any, es va incorporar al Levante UD amb un contracte d'un any.